# 達爾夫森
達爾夫森（荷蘭語：Dalfsen，荷蘭語發音：[ˈdɑl(ə)fsə(n)] ⓘ）是荷蘭上艾瑟尔省的一個市镇，位於萨兰地區。2001年1月，達爾夫森的轄區面積擴大。

## 外部連結
- 维基共享资源上的相關多媒體資源：達爾夫森
- Official website （页面存档备份，存于）